# エステバン・スアレス
エステバン・アンドレス・スアレス（Esteban Andrés Suárez、1975年6月27日 - ）は、スペインの元サッカー選手。ポジションはGK。アビレス出身。

## 経歴
1994年、スペインのクラブチーム、レアル・アビレス(現在3部リーグ)出身。　その後レアル・オビエド(現在4部リーグ)へ移籍し、この時にスペインU-21代表に初選出、後にレアル・オビエドのトップチームへ昇格する。また、レアル、オビエドでは、その所属期間5年間において182試合出場の実績をもつ。
そして2002年、スペインの名門、アトレティコ・マドリード（現在1部リーグ）へと移籍、1年のみ在籍した後、セビージャFC（現在1部リーグ）に移籍。ここでは、2年間ゴールマウスを任されることになり、その間58試合もの出場機会を得る。
その後ホセ・マヌエル・ピントのバックアップとして、セルタ（現在1部リーグ）に移籍することになり、2年間の在籍を経て、2008年、現在のUDアルメリアに移籍してくることとなった。